# Vaux-Saules
Vaux-Saules település Franciaországban, Côte-d’Or megyében. Lakosainak száma 168 fő (2022. január 1.). Vaux-Saules Lamargelle, Saint-Martin-du-Mont, Champagny, Francheville, Pellerey, Poncey-sur-l’Ignon és Saint-Seine-l’Abbaye községekkel határos.

## Népesség
A település népessége az elmúlt években az alábbi módon változott:
| Lakosok száma | 150  | 105  | 111  | 151  | 178  | 169  | 168  | 168  | 167  | 168  |
|               | 1968 | 1982 | 1990 | 2006 | 2013 | 2015 | 2017 | 2019 | 2020 | 2022 |